# قوس الضباب

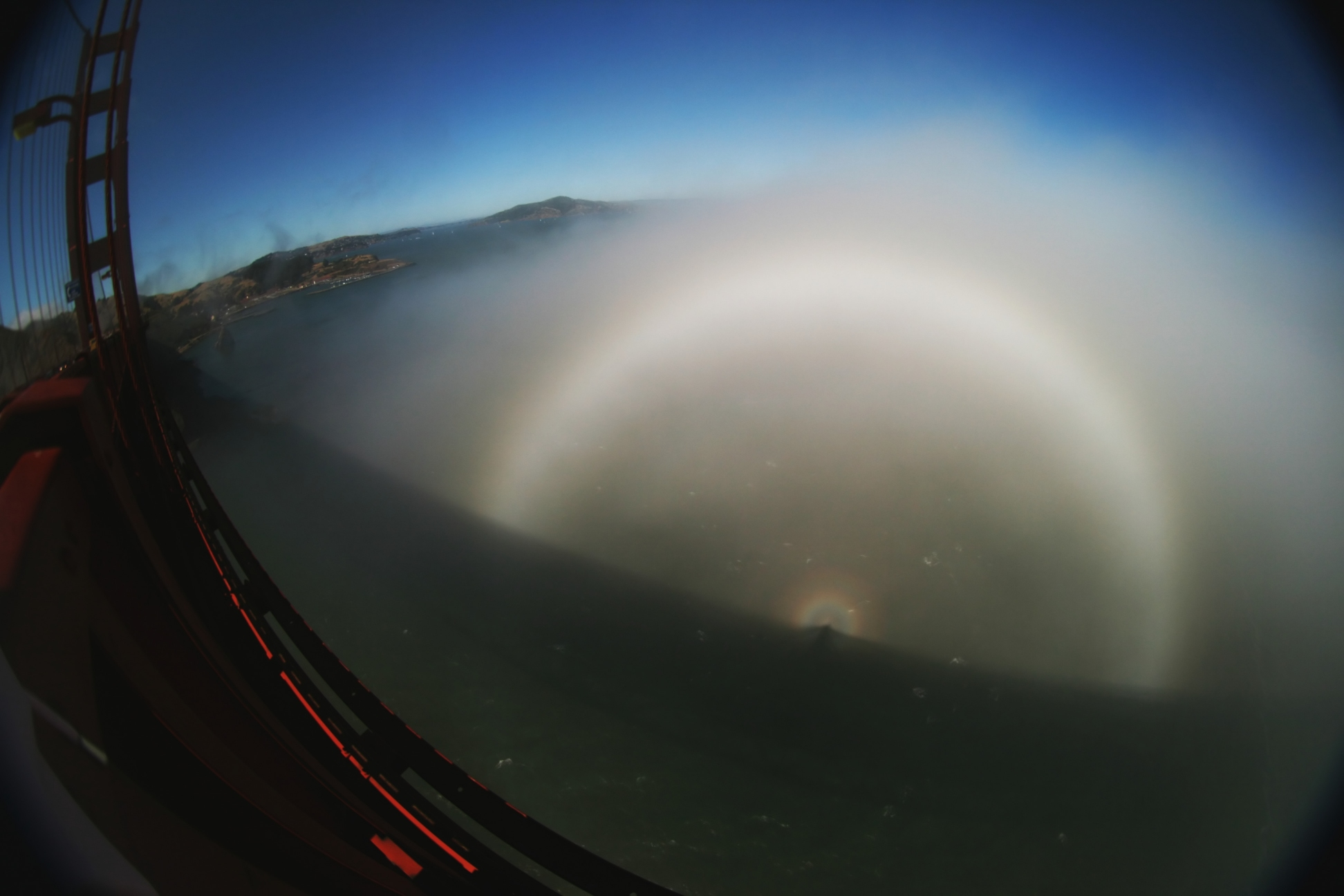
قوس الضباب

قوس الضباب (Fog Bow) هو نموذج من قوس قزح، البالغ نصف قطره حوالي 42 درجة، والمتشكل من انكسار ضوء الشمس وانعكاسها على قطيرات الماء الدقيقة المكونة للضباب، ويغلب على قوس الضباب اللون الأبيض، وان كانت الحمرة تشوب أطرافه الخارجية، والزرقة تشوب أطرافه الداخلية.

## اقرأ أيضاً
- قوس قزح